# 国盛资产
上海国盛集团资产有限公司，简称国盛资产(SGAC)，是上海从事国有资本运作的国有企业。该公司的目标是成为国盛集团的资产运作平台，根据国盛集团的战略意图，实施资产管理和处置工作。

## 经营范围
房地产，城市基础设施相关投资，资本运作及收购，财务顾问等。
1. ↑   (PDF).   [2024-01-28]. （原始内容存档 (PDF)于2024-01-28）.